# (333717) Alexgreaves
(333717) Alexgreaves est un astéroïde de la ceinture principale.

## Description
(333717) Alexgreaves est un astéroïde de la ceinture principale. Il fut découvert le 16 septembre 2009 à Mayhill par Norman Falla. Il présente une orbite caractérisée par un demi-grand axe de 2,25 UA, une excentricité de 0,15 et une inclinaison de 5,0° par rapport à l'écliptique.

## Compléments